# Psittacella modesta
El lorito tigre modesto (Psittacella modesta) una especie de ave psitaciforme de la familia Psittaculidae endémica de Nueva Guinea.

## Descripción
El lorito tigre modesto mide alrededor de 14 cm de largo. Presenta dimorfismo sexual. El plumaje del macho es principalmente verde, con listas negras excepto en la cabeza y plumas de vuelo. Su cabeza y cuello son de color pardo oliváceo, más oscuro en el píleo y la frente. La base inferior de su cola es roja. Las hembras tienen el pecho anaranjado y el listado de su cuerpo es de tonos pardos en lugar de negro. El pico de ambos es gris azulado con la punta blanca. Sus ojos son anaranjados y sus patas grises.

## Distribución y hábitat
Se encuentra en las selvas húmedas de la cordillera central de Nueva Guinea, salvo en su tramo oriental, entre los 1700 y 2800 metros de altitud.

## Taxonomía
Se reconocen tres subespecies:
- Psittacella modesta modesta Schlegel, 1871 - presente en las montañas de la península de Doberai;
- Psittacella modesta subcollaris Rand, 1941 - se extiende desde el norte de los montes Maoke a los montes Hindenburg;
- Psittacella modesta collaris Ogilvie-Grant, 1914 - se encuentra al sur de los montes Maoke.